# Selo das Ilhas Virgens Americanas
O selo das Ilhas Virgens Americanas apresenta as três principais ilhas que compõem o território; Saint Croix, Saint John e Saint Thomas. No bordo está escrito - Governo das Ilhas Virgens Americanas. Este selo substituiu um selo anterior parecido com a composição aparente na bandeira das Ilhas Virgens Americanas, por sua vez baseada no Grande Selo dos Estados Unidos. Nele também aparece uma cambacica, pássaro-símbolo do território